# Инвестиционни решения
Характерни елементи на инвестиционните решения са дългосрочност, необратимост, риск.
Извършването на инвестиции за осигуряване на нови дълготрайни активи на дружеството или за усъвършенствуване на съществуващите образува финансовия ресурс на фирмата и оказва влияние върху производствената ѝ дейност за продължителен период от време. Това определя елемента дългосрочност.
Невъзможността предварително да се освободят вложените капитали характеризира необратимостта на инвестиционното решение. Неправилните решения в този случай водят до нови вложения от страна на компанията, които доста често не могат да бъдат осъществени, поради липса на финансови ресурси.
Дългосрочността и необратимостта на инвестиционното решение обуславят наличието на третия елемент – риск. Неправилният избор на инвестиционна политика и цялостна фирмена стратегия за капиталовложения може да доведе до влошаване на икономическото състояние на фирмата, дори и до нейната ликвидация.